# Brooks 2
Brooks 2 eller 16P/Brooks 2 är en periodisk komet i jupiterfamiljen. Den upptäcktes 7 juli 1889 av William Robert Brooks i stjärnbilden vattumannen. Vid upptäckten var kometen på väg mot både jorden och solen vilket gjorde att den blev allt ljusare. En överraskning fick Edward Barnard den första augusti när han upptäckte att kometen hade två följeslagare. Nästa natt hittade han ytterligare fragment men alla utom ett hade försvunnit några dagar senare. Vid denna första observation var kometen ljusare än den någonsin varit sedan dess.
Anledningen till både att kometen hade flera fragment och var ljusare än vanligt tros vara att kometen kommit mycket nära Jupiter och tillbringat två dagar innanför Ios omloppsbana 1886. Vid denna passage gjorde tidvattenkrafterna att kometen bröts sönder och tog fram nya ytor som tidigare inte exponerats för solljus. Några fragment av kometen har inte observerats efter 1889.
Astronomer har missat två periheliepassager sedan upptäckten: 1918 och 1967. En nära passage med Jupiter skedde 1921 då kometens perihelieavstånd ändrades från 1,96 AU till 1,86 AU.